# 属性列表
在OS X的Cocoa，NeXTSTEP和GNUstep编程框架中，属性列表（Property List）文件是一种用来存储序列化后的对象的文件。属性列表文件的文件扩展名为.plist，因此通常被称为plist文件。
Plist文件通常用于储存用户设置，也可以用于存储捆绑的信息，该功能在旧式的Mac OS中是由资源分支提供的。

## 表达
由于Plist中存储的数据是抽象的，其采用的文件格式可以不止一种。NeXTSTEP只使用一种格式，而稍晚的GNUstep和OS X框架导入了不同的文件格式。

### NeXTSTEP
NeXTSTEP系统中，Plist被设计为人类可读的，并可以手工修改，故采用了类似于编程语言的语法将数据序列化为ASCII数据。
字符串被表示为：
```
"This is a plist string"
```

二进制数据被表示为：
```
<
 
[文本形式的十六进制数]
 
>
```

数组被表示为：
```
( "1", "2", "3" )
```

字典则被表示为：
```
{
    "键" = "值";
    ...
}
```

NeXT的plist格式的一个限制是它不能表示NSValue对象（即数，布尔值等）。

### GNUstep
GNUstep采用了NeXTSTEP的格式，并添加了少许特性。它支持NSValue对象（以普通ASCII码表示），支持NSDate（序列化成<*DYYYY-MM-DD HH:MM:SS timezone>的格式）。
GNUstep也可以读写OS X使用的Plist格式。

### Mac OS X
Mac OS X在支持读取NeXTSTEP格式的同时，并不鼓励使用它，而是推荐使用Apple导入的两种新格式。
Mac OS X 10.0中，NeXTSTEP的格式被认为是不被推荐的，并导入了一种新的XML格式，其由Apple定义的公开DTD所规范化。XML格式支持非ASCII格式，亦可存储NSValue对象。但与GNUstep的ASCII plist格式不同，Apple的NeXTSTEP格式的plist文件不支持这两种特性。
由于XML文件在储存时不是最有空间效率的，Mac OS X 10.2导入了一种新的格式，它将plist文件存储为二进制文件。从Mac OS X 10.4开始，这是偏好设置文件的默认格式。
 plutil工具（在Mac OS X 10.2中导入）可以用来检查plist的语法，或者对plist文件进行格式转换。
可以使用任何文本编辑器对XML格式的plist进行更改，同时，Apple提供了“Property List Editor”应用程序（作为Apple Developer Tools的一部分安装），它是一个树状的查看器与编辑器，并可以处理二进制格式的plist。
对于XML格式，XML标签和相关Foundation类、Core Foundation类型、数据储存格式的关系如下表所示：
| Foundation类 | Core Foundation类型 | XML标签                | 储存格式                         |
| ------------ | ------------------- | ---------------------- | -------------------------------- |
| NSString     | CFString            | <string>               | UTF-8编码的字符串                |
| NSNumber     | CFNumber            | <real>, <integer>      | 十进制数字符串                   |
| NSNumber     | CFBoolean           | <true />, or <false /> | 无数据（只有标签）               |
| NSDate       | CFDate              | <date>                 | ISO 8601格式的日期字符串         |
| NSData       | CFData              | <data>                 | Base64编码的数据                 |
| NSArray      | CFArray             | <array>                | 可以包含任意数量的子元素         |
| NSDictionary | CFDictionary        | <dict>                 | 交替包含<key>标签和plist元素标签 |

defaults工具可以用于以命令行形式，通过程序的偏好设置域，管理用于储存偏好设置的plist文件；而Property List Editor则可以用于编辑任何plist文件（包括用于储存偏好设置的）。从Mac OS X 10.4开始，Apple提供了通过System Events应用程序读写plist文件的AppleScript接口，而从Mac OS X 10.5开始，Apple也提供了用于编辑，创建和写入plist文件的接口。

### 第三方编辑工具
- PlistEdit, a general property list editor
- PlistEdit Pro （页面存档备份，存于）, a general property list editor
- PrefEdit （页面存档备份，存于）, specializing in editing preference plists
- Property List Tools, an Applescript scripting addition for manipulating plists
- Pledit, a general property list editor for Microsoft Windows